# Ekologická daň
Ekologická daň označována také jako energetická daň, environmentální daň či eko-daň je jedním z pěti ekonomických nástrojů politiky životního prostředí. K ekologickým účelům je možné daně využít dvojím způsobem - za prvé jako zvýhodnění (daňové úlevy), za druhé jako znevýhodnění (ekologické daně). Hlavním účelem těchto daní je omezit poptávku po statcích s negativním dopadem a stimulovat alternativní řešení.
Ekologické daně spadají do daní nepřímých, přesněji do selektivních.

## Definice
I když existuje více definic ekologické daně, každý tento pojem se vymezuje rozdílně. Na tento fakt poukazuje i vyjádření Evropské komise, která upozorňuje, že každý členský stát Evropské unie vysvětluje a chápe pojem ekologické daně odlišně. I v českém právním řádu neexistuje legální definice tohoto pojmu, a proto si pod tímto termínem můžeme představit následující:
- veškeré environmentální platby včetně ekologických poplatků, jež se od daní liší
- pouze tři zavedené daně v roce 2008 (daň ze zemního plynu, daň z pevných paliv, daň z elektřiny)

Mezi nejvyužívanější patří společná definice Organizace pro hospodářskou spolupráci a rozvoj a Evropské agentury pro životní prostředí), která zní „jakékoli povinné neopětované platby státu uvalené ve formě daní, kterým je připisován určitý vztah k životnímu prostředí“. Pod slovem neopětované je myšleno, že užitek poskytovaný daňovému poplatníkovi státem běžně neodpovídá jeho odvodům. Opětované platby, jako jsou různé typy poplatků uvalené v poměru k poskytované službě (např. objem svozu a zpracování odpadů). Další často používaná definice pochází z Eurostatu (Evropského statistického úřadu) a zní „daně, jejichž daňový základ je fyzická jednotka (případně její zástupní jednotka) něčeho, co má určitý prokázaný negativní vliv na životní prostředí“.

## Členění

### Podle cílů, kterých se snaží dosáhnout:
- a) poplatky na hrazení nákladů

Výnos z těchto daní je využíván k odstranění negativních dopadů na životní prostředí, které zaviňuje chování určitého daňového subjektu. Příkladem může být svoz domovního odpadu.
- b) stimulační daně

Stimulační daně mají za úkol měnit a upravovat chování daňových subjektů tak, aby bylo prospěšné pro životní prostředí.
- c) fiskální daně

Úkolem fiskálních daní je získat co nejvyšší fiskální výnos.

### Podle účelu:
- a) čisté Pigouovské daně

Tato daň získala své jméno dle anglického ekonoma Arthura C. Pigoua a vychází z teorie externalit. Tato teorie je založena na myšlence, že daň by se platila za každou jednotku znečištění v takové výši, aby vyrovnala mezní náklady výroby. Účelem daně je tedy zdaňování přímých příčin, které způsobují zhoršování životního prostředí. Vyvstává problém se stanovením výše daně, jelikož je výpočet externích nákladů obtížný, což vysvětluje, proč jsou tyto daně používány pouze jako teoretický koncept.
- b) nepřímé ekologické daně

Nepřímé ekologické daně jsou uvalovány za účelem příznivého ovlivnění životního prostředí, avšak i zde je problém se stanovením výše daně. U těchto daní se nezdaňuje emisní jednotka (jako i čisté Pigouvské daně), ale výrobky způsobující ekologickou škodu. Jako příklad můžeme uvést daň z ropných produktů.
- c) daně s neplánovanými ekologickými vlivy

Jak již napovídá sám název, jedná se o daně, jejichž vytvoření nebylo za účelem ochrany životního prostředí, ale nakonec na něj vliv mají. Jedná se například o sníženou sazbu daně z přidané hodnoty.
- d) účelové ekologické daně

Do této kategorie spadají všechny daně, jejichž výnos či alespoň jeho část je vázána na financování ochrany životního prostředí. 

### Podle předmětu jednotlivých daní
Které slouží k ochraně životního prostředí:
- a) daně z motorových paliv

Jedná se o fiskálně nejdůležitější ekologickou daň. Spadá sem zdaňování motorových paliv všeobecnými spotřebními daněmi a daní z přidané hodnoty.

- b) daně z automobilů

Do daní z automobilů spadají tři skupiny daní - daň z prodeje motorových vozidel, roční poplatky související s vlastnictvím nebo užíváním motorového vozidla a daň uvalená na automobily právnických osob či podnikajících fyzických osob používaná k nepodnikatelským účelům.

- c) daně z energetických surovin

Do této kategorie spadají daně z uhlí, lehkých a těžkých topných olejů, zemního plynu a elektrické energie.

- d) daně z emisí

Zde můžeme zařadit poplatky za těžbu nerostných surovin a platby za využívání životního prostředí.

### Podle techniky zdanění
Tedy podle techniky, jakou jsou uloženy a v praxi zdaňovány:
- a) emisní daně a poplatky

Tato daň je placená přímo z emisí, přičemž je očekáváno, že budou mít přímý vliv na pokles množství škodlivých látek.

- b) výrobkové daně

V případě výrobkových daní se jedná o daně, jež jsou uvaleny na výrobky, u kterých jejich spotřeba, výroba, použití či likvidace působí na znečišťování životního prostředí.

- c) uživatelské poplatky

Uživatelské poplatky slouží k pokrytí nákladů vynaložených na poskytování určitých veřejných služeb, například za sběr a likvidaci odpadů. Převážně bývají tyto poplatky vybírány samosprávnými celky.
- d) administrativní poplatky

Tento typ poplatků je vybírán v souvislosti se speciálním povolením.

- e) odčitatelné daňové položky

Odčitatelné daňové položky neřadíme do klasických daňových nástrojů, avšak jejich vliv na ochranu životní prostředí je pozitivní.

## Funkce
Ekologickým daním přisuzujeme dvě hlavní funkce - fiskální a stimulační. Pod fiskální funkcí rozumíme získávání dostatečných finančních prostředků pro financování veřejných statků, stimulační funkce pozitivně působí na změnu chování ekonomických subjektů.

## Ekologická daň v České republice
Ekonomické snahy o ochranu životního prostředí se na území České republiky objevují už v 60. letech. Patřily mezi ně například poplatky za znečišťování ovzduší a takzvané náhrady nebo úplaty za vypouštění odpadních vod do vod povrchových. S postupem času byly zaváděny i další platby za znečišťování životního prostředí a využívání přírodních zdrojů.
Ekologické daně měly být zavedeny od roku 1992, kdy vstoupil v platnost zákon č. 212/1992 Sb. Tento zákon obsahoval takzvané daně k ochraně prostředí, které ale po dobu jeho účinnosti nebyly nikdy implementovány. K zavedení ekologických daní v České republice zásadně přispěla směrnice č. 2003/96/ES, která zavazuje členské státy Evropské unie k zavedení minimální sazby spotřebních daní pro energetické produkty (elektřina, uhlí a zemní plyn). Ekologické daně byly v České republice zavedeny k 1.1. 2008, kdy vstoupil v účinnost zákon č. 261/2007 Sb. o stabilizaci veřejných rozpočtů.

### Formy ekologických daní v České republice
1. daně nepřímé - daně z pevných paliv, elektřiny a zemního plynu
2. daně s neplánovanými ekologickými dopady - spotřební daně jako daň z pohonných hmot a daň silniční

Spotřební daně byly do zavedení tří nových ekologických daní zákonem č. 261/2007 Sb. největším zdrojem příjmů z ekologických daní.

### Druhy ekologických daní v České republice

#### V oblasti ochrany ovzduší
- poplatek za znečišťování ovzduší
- poplatky za výrobu a dovoz regulovaných látek a výrobků, které je obsahují (freony)[13]

#### V oblasti ochrany vod
- platba za odebrané množství podzemní vody
- poplatky za vypouštění odpadních vod do vod povrchových
- poplatek za povolené vypouštění odpadních vod do vod podzemních
- platba k úhradě správy vodních toků a správy povodí[14]

#### V oblasti ochranyhorninovéhoprostředí
- úhrada z dobývacího prostoru - úhrada z vydobytých nerostů na výhradních ložiskách nebo vyhrazených nerostů po jejich úpravě a zušlechtění[15]

#### V oblasti ochrany půdního fondu
- odvody za odnětí půdy ze zemědělského půdního fondu
- poplatek za odnětí dle lesního zákona[16]

#### V oblasti odpadového a obalového hospodářství
- poplatky za uložení odpadů
- poplatek za provoz systému shromažďování, sběru, přepravy, třídění, využívání a odstraňování komunálních odpadů
- poplatek na podporu sběru, zpracování, využití a odstranění vybraných autovraků – registrační a evidenční poplatek dle zákona o obalech.[17] Tento poplatek je jednorázový a platí se při první přeregistraci použitého auta kategorie M1 a N1 v ČR. Vozidla, která splňují emisní normy Euro 3, 4 a 5 jsou od ekologického poplatku osvobozena. Pokud vozidla splňují emisní normu Euro 2 platí se při převodu vozidla 3 000 Kč. Za vozidla, která splňují pouze Euro 1 se platí 5 000 Kč. Vozy nesplňující žádnou emisní normu (poplatek 10 000 Kč) se ve většině případů nevyplatí již převádět a je lepší je ekologicky zlikvidovat.[18]

## Ekologická daň v Evropské unii
Evropská unie má přísné ekologické normy a s nimi souvisí i příslušné ekologické daně. V roce 2018 byl celkový výtěžek z ekologických daní napříč EU 324,6 miliardy euro, což odpovídá 2,4 % HDP Evropské unie a 6 % celkových příjmů vlád všech členských států. Hlavním cílem EU je v této oblasti unifikace ekologického zdanění napříč všemi členskými státy.

#### Směrnice Rady 2003/96/ES
V souladu se snahou sjednotit ekologické zdanění v EU byla přijata Směrnice Rady 2003/96/ES, která určuje spodní hranici zdanění elektřiny a energetických produktů, mezi které patří například uhlí, zemní plyn a minerální oleje. Ke zdanění těchto produktů však dochází pouze v případě, že jsou použity jako paliva nebo pohonné hmoty. Na způsobu využití (palivo/pohonná hmota) závisí i směrnicí určené minimální sazby. Směrnice také zakazuje vládě členského státu na svém území uplatňovat daňové sazby nižší, než je uvedená minimální sazba.
Jelikož daňové systémy některých zemí při vstupu do EU tyto požadavky nesplňovaly, byly nuceny si vyjednat lhůtu pro jejich implementaci. Státy, o kterých je řeč, byly poté nuceny provést tzv. Ekologickou daňovou reformu (EDR). EDR má snížit daňové zatížení práce a kapitálu a přesunout jej na statky, které negativně ovlivňují životní prostředí. Hlavním účelem EDR je motivovat subjekty, jež způsobují znečištění ke snížení produkce škodlivin na minimum.

## Ekologická daň mimo Evropskou unii

### Indie
O zavádění ekologických daní si rozhoduje každý Indický stát samostatně, což může potažmo vést k celkové nepřehlednosti opatření.

#### Ekologické daně a poplatky na území Indie

##### Zelená daň státu Gudžarát
Roku 2011 byla ve státě Gudžarát zavedena daň z elektřiny pocházející z neobnovitelných zdrojů. Daň se vztahuje pouze na společnosti, jejichž výrobní kapacita je více než 1000kW. Výtěžek z daně je primárně určen na ochranu životního prostředí a podporu obnovitelných zdrojů energie.

##### Zelená daň státu Góa
Od roku 2013 platí ve státě Góa daň z prodeje znečišťujících látek. Daň byla zavedena za účelem snížení celkové uhlíkové stopy státu.

##### Ekologický fond a Environmentální daň státu Sikkim
Ve státě Sikkim platí od roku 2005 unikátní daň zaměřená na v přírodě nerozložitelné látky. Daň se vztahuje jak na látky vyrobená lokálně, tak na látky, které byly dovezeny. Stát Sikkim také zřídil zvláštní fond, do kterého jsou ukládány příjmy z této daně, které jsou posléze využívány na prezervaci tamějšího prostředí.

##### Daň na stará vozidla a poplatky za vjezd motorovým vozidlem
Daň na stará vozidla je v platnosti v 6 z 28 celkových států Indie. Jejím účelem je odradit obyvatelstvo od provozování starých a neekologických vozů.
Poplatky za vjezd motorovým vozidlem se platí na následujících místech: Manálí, Rohtang, Solang, Šimla a Mussoorie. Výše poplatku se různí podle kategorie vozidla - nejméně se platí za dvoukolová vozidla a nejvíce za autobusy a nákladní vozidla.

##### Daň pro rozvoj lesů
Daň pro rozvoj lesů je daň z přidané hodnoty, která se vztahuje na produkty z lesů v 5 indických státech ve výši od 1 do 12 %. Každý stát si určuje výši daně podle svého uvážení. Pouze stát Karnátaka využívá příjmy z daně pouze v oblasti životního prostředí.

##### Daň pro čistou energii
Daň pro čistou energii byl první počin indické vlády, který zavedl ekologickou daň na celonárodní úrovni. Daň byla zavedena roku 2010 a vztahuje se na obchod s fosilními palivy, kterými jsou rašelina, uhlí a lignit.